# اویله‌قلی
اویله‌قلی (به لاتین: Öyləqulu) یک منطقه مسکونی در جمهوری آذربایجان است که در شهرستان کردامیر واقع شده است. اویله‌قلی ۷۹۶ نفر جمعیت دارد.